# Мыртывы
Мырты́вы (Мырты́пы; курд. Mirtiban «цыгане» от араб. مطرب‎ «музыкант-исполнитель») — эндогамная этногенетическая группа, а также традиционное низшее сословие в Курдистане, сформировавшееся в XVIII—XIX вв. преимущественно из ассимилированных цыган-суннитов. Родным языком является курманджи, — северный диалект курдского языка. 

## Этноним
Этноним «Mirtip» является оскорбительным экзонимом в курдском языке. Происходит от араб. مطرب‎ (лат.: «mutrib») «музыкант-исполнитель». В некоторых районах, как, например, в Джизре, это название употребляется только для обозначения музыкантов составляющих лишь отдельную касту среди цыган, а не народа в целом. 
Слово Mert'eb встречается также в западноармянских диалектах (Муша, Вана и т.д.) и, кроме значения «Цыган», как и в курманджи, означает также «бесстыжий», «грязный», «неряшливый». 

## История
Происходят в основном из одной ветвей цыган, которая, оторвавшись от основной массы своих соплеменников, осталась в районе совместного проживания курдов и армян. Приняв ислам суннитского толка, начался процесс курдизации переходом на курдский язык, завершившийся в XVIII—XIX вв.   
Упоминаются в источниках Эриванского ханства, где они зимовали в селе Ходжа Парах на Араратской долине. В 1827 году они насчитывали 100 семейств. Члены племени были кузнецами, ветеринарами, артистами, чародеями, акробатами, аптекарями и жестянщиками. Они сезонно путешествовали вместе с кочевниками, выполняя уникальную функцию торговли и предоставления всех мелких услуг. 
В 1937 году они, вместе с другими курдами, живущими в приграничной с Турцией районах, были депортированы на юг Киргизии. С 1990-х гг., как результат череды внутрисоветских миграций в период распада СССР, многие переселились с юга Кыргызстана в Россию, осев в Воронежской области, где в некоторых деревнях составляют уже большинство населения.
Некоторая часть из племени, в 1940—1950 гг. поселилась из Ирана в Азербайджан в Евлахском районе. Они ныне компактно проживают с численностью в около 2,5 тысяч человек. Сами представляются иранскими курдами, но местные азербайджанцы называют их цыганами, а область расселения племени называется «цыганским кварталом».  

## Этничность
Несмотря на то, что мыртывы, как известно, твердо идентифицируют себя курдами и говорят по-курдски, другими курдами за своих зачастую не признаются. Так, верхняя часть города Ардануч в провинции Артвин в Турции населена бошами, которых, живущие с ними цыгане обозначают курдами, но сами курды называют их Mirtiv (т.е. «цыганами»), а тюркские группы — Karaçadırlı («чернопалаточниками»), считая их цыганами.   

## Особенности
Исконные цыганские слова в своей лексике не сохранили, а от курдов отличаются только особенностью быта и антропологией. Препятствия для восхождения по лестнице в социальной иерархии курдского общества для мыртывов исторически были и остаются непреодолимыми, поскольку они даже антропологически (более смуглая кожа и др.) отличаются от курдов и соседних народов. На свадьбах традиционно исполняли песни с целью получения денег. Мыртывы, как правило, исторически не вступали в брак с соседними курдскими племенами. Отчасти из-за того, что в курдской социальной структуре они позиционируются как низшие. Они обладают низким социальным статусом и поэтому являются изолированными. Даже в те редкие случаи, когда происходило смешение между мыртывами и курдами, потомки таких браков входили в общину мыртывов и уже не считались курдами.   
Они никогда не были замечены в криминальном бизнесе, не носят никаких украшений, мужчины часто курят табак, женщины и дети табак не курят — нюхают.
Живут преимущественно в сельской местности, обладая крайне низкой грамотностью. Кроме этого, не имеют родоплеменного деления.  